# 孤独な場所で

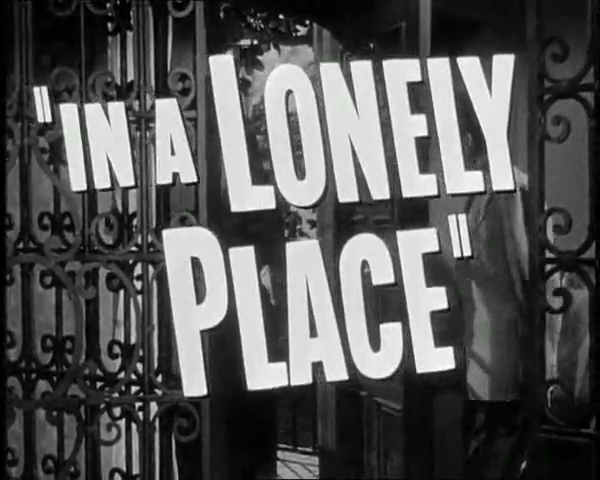
予告編より

『孤独な場所で』（こどくなばしょで、In a Lonely Place）は、1950年のアメリカ合衆国の恋愛映画。
監督はニコラス・レイ、出演はハンフリー・ボガートとグロリア・グレアムなど。
ドロシー・B・ヒューズによるシリアルキラーを題材にした1947年のサイコ・サスペンス小説『In a Lonely Place』を映画化したフィルム・ノワール。主演したハンフリー・ボガートの個人プロダクションである「サンタナ・プロ」の企画で製作された。
原作小説をエドマンド・H・ノースが脚色し、それをもとにアンドリュー・ソルトが脚本を執筆したが、実際には監督のニコラス・レイが撮影と並行してほとんどを書き直したため、原作とは大きくかけ離れた恋愛映画となっている。
2007年にアメリカ議会図書館に永久保存するアメリカ国立フィルム登録簿に登録された。

## ストーリ ー
脚本家のディクソン・スティールは、仕事に役立てる目的で自宅に連れ帰った女性ミルドレッド・アトキンソンがディクソンの家を出た後に殺されたことから殺人事件の容疑者とされる。しかし、向かいの部屋に住むローレル・グレイの証言でディクソンの疑いが晴れる。これをきっかけにディクソンとローレルは恋仲になる。ディクソンの身の回りの世話をするようになったローレルだが、ある出来事をきっかけにディクソンの凶暴な裏の顔に気付き、彼を疑うようになる。不安から夜も眠れなくなったローレルはディクソンから逃げ出そうとするが、そこにディクソンが現れてプロポーズする。ローレルは彼を恐れるあまり、プロポーズを断ることができない。
仲間たちを集めた結婚披露のパーティの場でもディクソンは些細なことで怒り出し、マネージャのメル・リップマンに暴力を振るう。それを見たローレルは逃げるように家に帰る。ローレルの家でディクソンは彼女に謝罪するが、ローレルが自分から逃げ出そうとしていることを知ると、我を忘れたディクソンは怒りに任せてローレルに襲いかかる。そこに警察から電話がかかる。電話に出たディクソンはミルドレッド殺しの真犯人が被害者の恋人ヘンリー・ケスラーだったことを知らされる。警察は電話でローレルにも謝罪するが、全ては遅く、ローレルとディクソンの関係は完全に終わる。

## キャスト
- ディクソン・スティール: ハンフリー・ボガート - 脚本家。殺人事件の容疑者にされる。
- ローレル・グレイ: グロリア・グレアム - ディクソンの向かいの部屋に住む女性。
- ブラブ・ニコライ刑事: フランク・ラヴジョイ（英語版） - ディクソンの軍隊時代の部下。
- ロックナー警部: カール・ベントン・リード（英語版） - ディクソンを執拗に疑う。
- メル・リップマン: アート・スミス（英語版） - ディクソンのエージェント（マネージャ）。
- シルヴィア・ニコライ: ジェフ・ドネル（英語版） - ニコライ刑事の妻。
- ミルドレッド・アトキンソン: マーサ・スチュワート（英語版） - クローク係。ディクソンの家を出た後に殺される。
- チャーリー・ウォーターマン: ロバート・ワーウィック

| ハンフリー・ボガート                             | グロリア・グレアム |
| ジェフ・ドネル（左）とフランク・ラヴジョイ（右） |                    |

## 評価
原作のディクソンにあたるキャラクターは実際に凶悪殺人者という設定であったが、映画ではこれが改変されている。通常、主演男優のイメージダウンを回避するためにこの種の原作改変が行われる事例が多いが、本作ではむしろ「殺人者と紙一重」なほど激情的な主人公の、彼自身の性格に起因した根深い孤独さを強調する結果となり、珍しい成功例となった。
公開当時、興行面での成績は不振であったが、批評家からは高く評価されており、後にフィルム・ノワールの秀作として、またニコラス・レイの初期の代表作として評価されている。
Rotten Tomatoesによれば、批評家の一致した見解は「ハンフリー・ボガートとグロリア・グレアムの素晴らしい演技に導かれ、『孤独な場所で』は稀有な深みと成熟度を持った感動的なノワールである。」であり、47件の評論のうち高評価は98%にあたる46件で、平均点は10点満点中8.71点となっている。

## その他
監督のニコラス・レイとグロリア・グレアムは映画撮影時は夫婦だったが、映画公開後の1952年に離婚している。
殺されたミルドレッドの恋人の名前「ヘンリー・ケスラー」は協力プロデューサー（associate producer）のヘンリー・S・ケスラーから取った内輪受けのジョークである。